# Sphaerophoria nana
Sphaerophoria nana är en tvåvingeart som beskrevs av Violovitsh 1976. Sphaerophoria nana ingår i släktet sländblomflugor, och familjen blomflugor. Inga underarter finns listade i Catalogue of Life.